# Битка код Хадријанопоља
Друга Битка код Хадријанопоља (9. август 378) вођена је између римске војске, предвођене царем Валенсом и готских побуњеника (углавном Тервинга, потпомогнутих Грејтунзима) којима је командовао Фритигерн. Битка се одиграла код Хадријанпоља (данас Једрене, на граници Бугарске и Турске ) и завршила се убедљивом готском победом након које су Римљани били присиљени да прихвате варваре као савезнике насељене на територији царства. Битка је била део Готског рата 377—382. и представљала је једну од најзначајнијих битака у римској историји, јер је отпочела процес који ће се завршити коначним колапсом Западног римског царства у 5. веку.

## Увод
У 4. веку Готи су насељавали Дакију, али су их 376. напали и поразили номадски коњаници Хуни. Један од готских вођа Фригерн замолио је римског цара Валенса да им дозволи да се настане на десној обали Дунава, на територији римске Тракије. На тај начин Готи су се надали да ће ту наћи уточиште од Хуна. Валенс је одговорио потврдно и чак је помогао Готима да пређу реку. Поред тога обећао им је храну и земљу. Надао се да ће Готи постати ратари и војници и због тога им је доделио статус савезника.
Међутим, када су Готи прешли Дунав, у њиховим редовима је завладала глад, а локални римски намесници су једним делом били корумпирани, а једним делом римска администрација није била у стању да Готима допреми довољно хране. Када су римски чиновници почели Готима да продају псеће месо у замену за робове, међу којима је било и готске деце, Готи су се побунили. Управо захваљујући подмитљивости римских великодостојника, Готи су успели да прошверцују оружје са собом. Суочен са мотивисаним и добро наоружаним противником, Валенс, који је у то време боравио на Истоку, је затражио појачање од свог синовца и западног савладара Грацијана. У току прве две године од почетка готског устанка ни једна ни друга страна нису могле да остваре одлучнију победу.
Валенс је 378. одлучио да лично преузме команду и 30. маја је из Антиохије са делом војске из Сирије допутовао у Константинопољ. Војсковођа Себастијан, који је управо стигао из Италије, послат је са око 2.000 људи да реорганизује римску одбрану у Тракији. Недалеко од Једрена, Себастијан је успео да сатера један готски одред у клопку и уништи га. Након тога, Фритигерн је окупио главнину своје војске у подунавским градовима Нови и Бероји (данас бугарски градови Свиштов и Стара Загора). У међувремену, Грацијанова војска се на горњем Дунаву успешно одбранила од Аламана, а њена претходница, која је стигла чак до Ђердапа, на неких 400 km од Једрена, сукобила се ту са Аланима и након тога повукла се ка главнини коју је западноримски цар доводио из правца Паноније.
Вести о успесима римске војске су охрабрили Валенса и улили му самопоуздање. Грацијан га је путем писма замолио да сачека појачање, а сличног су мишљења биле и Валенсове војсковође. Ипак август истока је одбио предлог Фритигерна који је 8. августа затражио обнову мира и споразума о савезништву по цену да цар Готима уступи земљу за насељавање. Валенс је сматрао да ће му бројчана надмоћ донети победу, али није рачунао на готску коњицу која је у то време била расута у потрази за пленом.

## Римска војска

### Састав
Валенс је под својом командом имао одреде који су могли припадати било којој од наведене три мобилне војске: Трачку војску, која је била стационирана на источном Балкану, али је током дотадашњег рата са Готима могла претрпети тешке губитке, Прву и Другу војску из цареве пратње (in praesentalis). Ове две војске су обично биле стациониране у Цариграду и околини, како би се увек нашле цару при руци, али су вероватно учествовале 376. у рату против Персије и сада су пребачене на запад.
Валенсова војска се састојала од ветерана и људи вичних рату. Међу укупних 7 легија налазила се Легија Прва Максимијана (Legio I Maximiana) и помоћни одреди од око 700 до 1.000 људи. Коњица се састојала од стрелаца на коњима и царске гарде, али се показало да је ова коњица чинила слабији део римске војске и разбежала се по доласку готске коњице. Биле су ту и две чете арапске коњице која је додуше била више вична чаркама него отвореној бици.
Један од главних узрока римског пораза лежао је у чињеници да је квалитет римске војске био много испод нивоа претходних векова. Дисциплина је опала пре свега због присуства плаћеника, а и ниво опреме је био много нижи него у 2. и 3. веку. Неки легионари нису ни носили оклоп, било зато што их је чинио тешко покретљивим у време када је мобилност имала велики знашај, било зато што су недисциплиновани легионари одбијали да га носе. И ниво оклопљености је значајно опао: уместо тешког, али захвалнијег композитног оклопа (lorica segmentata), ношен је верижни оклоп (панцир).

### Бројност
Неколико данашњих историчара су покушали да процене бројност римске војске.
Ворен Тредголд је проценио да је Трачка војска око 395. године имала 24 500 људи, док су Прва и Друга војска из цареве пратње имале по 21 000 војника. Међутим, око 395. све три војске су имале у свом саставу јединице које су формиране (попут Теодосијеваца (Theodosiani)) или попуњене (разне трачке легије) након Хадријанопоља. Поред тога, тешко да су све три војске биле ангажоване у току битке истовремено пошто су војници послати да бране Марцијанопољ и друге угрожене трачке градове.

### Ратни састав
Прецизну листу римске војске у бици код Хадријанопоља није могуће сасатвити. Наш главни извор, историчар Амијан Марцелин је описао битку, али помиње имена свега неколико јединица појединачно. Са друге стране, најважнији документарни извор Листа достојанстава (Notitia Dignitatum) за источни део царства састављена је након владавине Теодосија I на самом крају 4. или почетком 5. века. Бројне јединице на Балкану, овековечене у Листи, формиране су након Хадријанопоља, друге су пак доведена пре или након битке, а треће су пак записане у неколико провинција истовремено. Неке јединице су можда расформиране након битке због великих губитака.
По процени канадског војног историчара Сајмона Мекдоуала Валенс је располагао са укупно 15 000 војника. По мишљењу овог аутора састав римске војске је био следећи:
- 1.500 војника царске гарде схоле (Scholae) којом је командовао цар лично. Састојали су се од три схоле од по 500 војника, мада је њихов број за потребе похода вероватно редукован на по 400 људи. Вероватно је гарда била подељена на:
  -  (ове две схоле чинила је тешка коњица која је отпочела битку);
  -  (стрелци на коњима, њихов напад је вероватно уследио после тешке коњице);
- 1.000 елитних коњаника у још једном гардијском одреду — Equites Palatinae. Одреди коњице (vexillationes) састојали су се од по 500 људи, али их је током похода било вероватно 300. Код Хадријанопоља су вероватно биле присутне три јединице:
  -  (обична тешка коњица) чији је трибун Потенције убијен током битке;
  -  (лако наоружани стрелци на коњима);
  -  (тешко наоружани клибанарији);
- 1.500 коњаника мобилне војске (Comitatenses) чији су се одреди састојали од по 500 људи, али су током ратног похода били редуковани на 200—300 војника. Присутне јединице су највероватније биле:
  -  (обична тешка коњица);
  -  (обична тешка коњица), којој је командовао Потенције;
- 5.000 легионара (Legiones Palatinae), тешко наоружаних пешака. Позноримска легија 4. века номинално се састојала од 1000 војника, али је у стварности бројала око 800 људи. Јединице које су се бориле код Хадријанопоља биле су:
  - , најпрекаљенија јединица на римској страни, остала је на бојном пољу до последњег човека;
  - , који су такође остали на попришту;
- 6.000 помоћне пешадије (Auxilia Palatinae), углавном лако наоружане, која је била подељена на одреде од по 500 људи, али им је бројност у ратним приликама била 300—400 војника:
  -  (тешко наоружана пешадија држана у резерви);
  -  (стрелци);
  -  (стрелци);
  -  (стрелци), јединица коју је окупио сам Валенс;

Са друге стране, бројка од 15.000 војника није била висока за стандарде римске војске, чак и у доба позне антике. Губитак две трећине војске од 15.000 људи, па чак и целе војске, био би спремно дочекан и апсорбован од стране Римљана. Немогућност царства да надокнади губитке претрпљене код Хадријанопоља (упоредиве по размери и бројности са онима претрпљеним у бици код Кане, где је 70.000—80.000 Римљана убијено или заробљено), сугерише да су губици превазилазили 15.000 људи. По некима, Валенс је одвео у пропаст војску од 40.000 војника.

## Готска војска

### Састав
Јужно од Дунава налазиле су се вероватно две веће готске војске. Фритигерн је водио прву, која се углавном састојала од тервиншких прибегара, док су Алатеј и Сафракс предводили другу, већим делом регрутовану међу избеглим Грејтунзима. Рачуна се да је фритигерн све расположиве ратнике повео у борбу. Готска војска се састојала највећим делом од пешадије, док су коњицу чинили Грејтунзи и Алани.

### Бројност
Амијан Марцелин је забележио да су римски извиђачи проценили готску војску на 10.000 војника, али затим и сам одбацује ове бројке као непоуздане. И међу модерним историчарима је било покушаја да се процени бројнчана снага Гота код Хадријанопоља. Немачки историчар Ханс Делбрук је почетком 20. века проценио готску војску на 12.000—15.000 ратника.

## Ток битке
Валенс је 9. августа ујутро свој војни логор у коме је оставио нешто војске да чува администрацију и царску ризницу. Претходног дана цар је информисан да се готски табор налази северно од града. Након 7 сати марша преко тешког терена римска војска је стигла до готског логора.
Око 2.30 поподне Римљани су нереду избили пред готски логор који је био подигнут на врху брда. Готи су, са изузетком њихове коњице, заузели положај испред круга састављеног од кола, где су им биле смештене породице и имовина. Фритигернов план био је да одгоди битку и да тако пружи довољно времена коњици да се врати. Готи су запалили околна поља како би димом омели и узнемирили Римљане, а затим су почели преговори о размени талаца. Преговори су утицали да римској војсци попусти пажња, пошто се чинило да је имала бољу почетну позицију, али је Фритигерн са друге стране зарадио драгоцено време.
Један део римске војске је започео битку без наређења, можда у уверењу да ће остварити лаку победу или су пак били су исувише нестрпљиви да се освете Готима након две године неспутаног готског харачења по Балкану. Стрелци на коњима царске схоле, под командом иберијског кнеза Бакурија, су отпочели битку, али пошто су остали без подршке лако су потиснути. Кад је римско лево крило стигло до готског логора, било је већ прекасно. Управо у том тренутку стигла је готска коњица, призвана од стране гласника упућених из круга кола. Коњица је пружила подршку пешадији и опколила римску војску, која је већ била у нереду након неуспеха првог напада. Римљани су се затим повукли у подножје брда, али ту им је било отежано маневрисање услед оптерећености тешким оклопом и дугим штитовима. Жртве, исцрпљеност и психолошки притисак довели су до потпуне пропасти римске војске. Готска коњица је наставила са својим нападима и масакр се наставио све до сутона.

## Смрт Валенса и последице
Током покоља римске војске Валенса је напустила његова гарда. Један део коњице је покушао да га спасе, али је већина побегла. Цар је вероватно погинуо непримећено на бојном пољу, али је по једној верзији догађаја заточен у оближњој сеоској колиби и затим спаљен.
По Амијану Марцелину, трећина римске војске је успела да побегне, али је губитке било немогуће избројати. Бројни официри, међу којима је био и Себастијан, су побијени у најгорем римском поразу после битке код Кане, неких шест векова раније. Битка је нанела тежак ударац позноримском царству. Главнина мобилне војске Источног римског царства је страдала, заједно са способним официрима и чиновницима, а након битка су уништене све царске радионице оружја на Дунаву. Системски недостатак резерви који би попунио упражњена места довео је регрутне кризе, која је подвукла стратешки и морални утицај пораза.
Битка је означила да су варвари, борећи се било на или против римске стране, постали моћан фактор. Криза започета 376. године окончана је преговорима 382. када је Валенсов наследник Теодосије I склопио савез (foedus) са Готима. Новина је била у томе што је Готима дозвољено да се населе у римској Тракији а заузврат су царству слали не појединачне регруте, као дотада, већ компактне варварске одреде наоружане и организоване у складу са сопственим обичајима и под командом својих старешина. Компромис из 382. отворио је врата новој готској побуни 395. када је вођа Гота Аларих I одбацио савез због смрти цара Теодосија кога је сматрао гарантом споразума. Укратко, сам пораз код Хадријанопоља је на неко време ограничио римску војну моћ, али су непосредне политичке последице биле дугорочније.